# Kinangopa jeanneli
Kinangopa jeanneli är en insektsart som beskrevs av Boris Petrovich Uvarov 1938. Kinangopa jeanneli ingår i släktet Kinangopa och familjen gräshoppor. Inga underarter finns listade i Catalogue of Life.